# Maison de Lomagne
 (novembre 2024).
Si vous disposez d'ouvrages ou d'articles de référence ou si vous connaissez des sites web de qualité traitant du thème abordé ici, merci de compléter l'article en donnant les références utiles à sa vérifiabilité et en les liant à la section « Notes et références ».
La maison de Lomagne est une famille noble qui tient la vicomté de Lomagne au Moyen Âge. La branche aînée s'est éteinte en 1280, mais la branche cadette a tenu le comté d'Armagnac jusqu'en 1481.

## Origine
Bien qu'un vicomte du nom de Odon Daton, l'ait précédé, le premier membre certain de la famille est le vicomte Arnaud Ier. L'historien basque Jean de Jaurgain a suggéré qu'Odon Daton soit le père d'Arnaud. Arnaud Ier est mentionné dans une charte du 29 juillet 1011 juste après Sanche Guillaume, comte de Gascogne et la rédaction de cette charte suggère que les témoins soient des parents proches du donateur, aussi est-il proposé qu'Arnaud soit cousin germain de Sanche Guillaume et don petit-fils de Sanche Garcia de Gascogne.

## Généalogie simplifiée
|                                                 |                                                 |                                                 |                                                 |                                                 |                                                 |                                                |                                                |                                                |                                                |                                                |                                                |                                         |                                         |                                             |                                             |                                             |                                             |                                             |                                             |                                                              |                                                              |                                                              |                                                              |                                                              |                                                              |                                                |                                                |                                            |                                            | Arnaud Ier vicomte de Lomagne             |                                           |                                           |                                           |                                               |                                               |                                               |                                               |                                               |                                               |                                                 |                                                 |                                                 |                                                 |                                                 |                                                 |                                          |                                          |                                          |                                          |                |                |                |                |  |  |  |  |  |  |  |  |  |  |
|                                                 |                                                 |                                                 |                                                 |                                                 |                                                 |                                                |                                                |                                                |                                                |                                                |                                                |                                         |                                         |                                             |                                             |                                             |                                             |                                             |                                             |                                                              |                                                              |                                                              |                                                              |                                                              |                                                              |                                                |                                                |                                            |                                            |                                           |                                           |                                           |                                           |                                               |                                               |                                               |                                               |                                               |                                               |                                                 |                                                 |                                                 |                                                 |                                                 |                                                 |                                          |                                          |                                          |                                          |                |                |                |                |  |  |  |  |  |  |  |  |  |  |
| Géraud Ier Trancaléon comte d'Armagnac († 1020) | Géraud Ier Trancaléon comte d'Armagnac († 1020) | Géraud Ier Trancaléon comte d'Armagnac († 1020) | Géraud Ier Trancaléon comte d'Armagnac († 1020) | Géraud Ier Trancaléon comte d'Armagnac († 1020) | Géraud Ier Trancaléon comte d'Armagnac († 1020) |                                                |                                                |                                                |                                                |                                                |                                                |                                         |                                         | Adelais                                     | Adelais                                     | Adelais                                     | Adelais                                     | Adelais                                     | Adelais                                     |                                                              |                                                              |                                                              |                                                              |                                                              |                                                              |                                                |                                                |                                            |                                            | Arnaud II vicomte de Lomagne              | Arnaud II vicomte de Lomagne              | Arnaud II vicomte de Lomagne              | Arnaud II vicomte de Lomagne              | Arnaud II vicomte de Lomagne                  | Arnaud II vicomte de Lomagne                  |                                               |                                               |                                               |                                               |                                                 |                                                 |                                                 |                                                 |                                                 |                                                 |                                          |                                          |                                          |                                          |                |                |                |                |  |  |  |  |  |  |  |  |  |  |
| Géraud Ier Trancaléon comte d'Armagnac († 1020) | Géraud Ier Trancaléon comte d'Armagnac († 1020) | Géraud Ier Trancaléon comte d'Armagnac († 1020) | Géraud Ier Trancaléon comte d'Armagnac († 1020) | Géraud Ier Trancaléon comte d'Armagnac († 1020) | Géraud Ier Trancaléon comte d'Armagnac († 1020) |                                                |                                                |                                                |                                                |                                                |                                                |                                         |                                         | Adelais                                     | Adelais                                     | Adelais                                     | Adelais                                     | Adelais                                     | Adelais                                     |                                                              |                                                              |                                                              |                                                              |                                                              |                                                              |                                                |                                                |                                            |                                            | Arnaud II vicomte de Lomagne              | Arnaud II vicomte de Lomagne              | Arnaud II vicomte de Lomagne              | Arnaud II vicomte de Lomagne              | Arnaud II vicomte de Lomagne                  | Arnaud II vicomte de Lomagne                  |                                               |                                               |                                               |                                               |                                                 |                                                 |                                                 |                                                 |                                                 |                                                 |                                          |                                          |                                          |                                          |                |                |                |                |  |  |  |  |  |  |  |  |  |  |
|                                                 |                                                 |                                                 |                                                 |                                                 |                                                 |                                                |                                                |                                                |                                                |                                                |                                                |                                         |                                         |                                             |                                             |                                             |                                             |                                             |                                             |                                                              |                                                              |                                                              |                                                              |                                                              |                                                              |                                                |                                                |                                            |                                            |                                           |                                           |                                           |                                           |                                               |                                               |                                               |                                               |                                               |                                               |                                                 |                                                 |                                                 |                                                 |                                                 |                                                 |                                          |                                          |                                          |                                          |                |                |                |                |  |  |  |  |  |  |  |  |  |  |
|                                                 |                                                 |                                                 |                                                 |                                                 |                                                 | Bernard II Tumapaler comte d'Armagnac († 1090) | Bernard II Tumapaler comte d'Armagnac († 1090) | Bernard II Tumapaler comte d'Armagnac († 1090) | Bernard II Tumapaler comte d'Armagnac († 1090) | Bernard II Tumapaler comte d'Armagnac († 1090) | Bernard II Tumapaler comte d'Armagnac († 1090) |                                         |                                         | Adelais ép. Gaston III vicomte de Béarn     | Adelais ép. Gaston III vicomte de Béarn     | Adelais ép. Gaston III vicomte de Béarn     | Adelais ép. Gaston III vicomte de Béarn     | Adelais ép. Gaston III vicomte de Béarn     | Adelais ép. Gaston III vicomte de Béarn     |                                                              |                                                              | Odon II vicomte de Lomagne († 1085)                          | Odon II vicomte de Lomagne († 1085)                          | Odon II vicomte de Lomagne († 1085)                          | Odon II vicomte de Lomagne († 1085)                          | Odon II vicomte de Lomagne († 1085)            | Odon II vicomte de Lomagne († 1085)            |                                            |                                            |                                           |                                           |                                           |                                           |                                               |                                               |                                               |                                               |                                               |                                               |                                                 |                                                 |                                                 |                                                 |                                                 |                                                 |                                          |                                          |                                          |                                          |                |                |                |                |  |  |  |  |  |  |  |  |  |  |
|                                                 |                                                 |                                                 |                                                 |                                                 |                                                 | Bernard II Tumapaler comte d'Armagnac († 1090) | Bernard II Tumapaler comte d'Armagnac († 1090) | Bernard II Tumapaler comte d'Armagnac († 1090) | Bernard II Tumapaler comte d'Armagnac († 1090) | Bernard II Tumapaler comte d'Armagnac († 1090) | Bernard II Tumapaler comte d'Armagnac († 1090) |                                         |                                         | Adelais ép. Gaston III vicomte de Béarn     | Adelais ép. Gaston III vicomte de Béarn     | Adelais ép. Gaston III vicomte de Béarn     | Adelais ép. Gaston III vicomte de Béarn     | Adelais ép. Gaston III vicomte de Béarn     | Adelais ép. Gaston III vicomte de Béarn     |                                                              |                                                              | Odon II vicomte de Lomagne († 1085)                          | Odon II vicomte de Lomagne († 1085)                          | Odon II vicomte de Lomagne († 1085)                          | Odon II vicomte de Lomagne († 1085)                          | Odon II vicomte de Lomagne († 1085)            | Odon II vicomte de Lomagne († 1085)            |                                            |                                            |                                           |                                           |                                           |                                           |                                               |                                               |                                               |                                               |                                               |                                               |                                                 |                                                 |                                                 |                                                 |                                                 |                                                 |                                          |                                          |                                          |                                          |                |                |                |                |  |  |  |  |  |  |  |  |  |  |
|                                                 |                                                 |                                                 |                                                 |                                                 |                                                 |                                                |                                                |                                                |                                                |                                                |                                                |                                         |                                         |                                             |                                             |                                             |                                             |                                             |                                             |                                                              |                                                              |                                                              |                                                              |                                                              |                                                              |                                                |                                                |                                            |                                            |                                           |                                           |                                           |                                           |                                               |                                               |                                               |                                               |                                               |                                               |                                                 |                                                 |                                                 |                                                 |                                                 |                                                 |                                          |                                          |                                          |                                          |                |                |                |                |  |  |  |  |  |  |  |  |  |  |
|                                                 |                                                 |                                                 |                                                 |                                                 |                                                 |                                                |                                                |                                                |                                                |                                                |                                                |                                         |                                         |                                             |                                             |                                             |                                             |                                             |                                             |                                                              |                                                              |                                                              |                                                              |                                                              |                                                              |                                                |                                                |                                            |                                            |                                           |                                           |                                           |                                           |                                               |                                               |                                               |                                               |                                               |                                               |                                                 |                                                 |                                                 |                                                 |                                                 |                                                 |                                          |                                          |                                          |                                          |                |                |                |                |  |  |  |  |  |  |  |  |  |  |
|                                                 |                                                 |                                                 |                                                 |                                                 |                                                 | Géraud II comte d'Armagnac († 1103)            | Géraud II comte d'Armagnac († 1103)            | Géraud II comte d'Armagnac († 1103)            | Géraud II comte d'Armagnac († 1103)            | Géraud II comte d'Armagnac († 1103)            | Géraud II comte d'Armagnac († 1103)            |                                         |                                         | Azivelle                                    | Azivelle                                    | Azivelle                                    | Azivelle                                    | Azivelle                                    | Azivelle                                    |                                                              |                                                              |                                                              |                                                              |                                                              |                                                              |                                                |                                                |                                            |                                            | Odon III vicomte de Lomagne († 1091)      | Odon III vicomte de Lomagne († 1091)      | Odon III vicomte de Lomagne († 1091)      | Odon III vicomte de Lomagne († 1091)      | Odon III vicomte de Lomagne († 1091)          | Odon III vicomte de Lomagne († 1091)          |                                               |                                               |                                               |                                               |                                                 |                                                 |                                                 |                                                 |                                                 |                                                 |                                          |                                          |                                          |                                          |                |                |                |                |  |  |  |  |  |  |  |  |  |  |
|                                                 |                                                 |                                                 |                                                 |                                                 |                                                 | Géraud II comte d'Armagnac († 1103)            | Géraud II comte d'Armagnac († 1103)            | Géraud II comte d'Armagnac († 1103)            | Géraud II comte d'Armagnac († 1103)            | Géraud II comte d'Armagnac († 1103)            | Géraud II comte d'Armagnac († 1103)            |                                         |                                         | Azivelle                                    | Azivelle                                    | Azivelle                                    | Azivelle                                    | Azivelle                                    | Azivelle                                    |                                                              |                                                              |                                                              |                                                              |                                                              |                                                              |                                                |                                                |                                            |                                            | Odon III vicomte de Lomagne († 1091)      | Odon III vicomte de Lomagne († 1091)      | Odon III vicomte de Lomagne († 1091)      | Odon III vicomte de Lomagne († 1091)      | Odon III vicomte de Lomagne († 1091)          | Odon III vicomte de Lomagne († 1091)          |                                               |                                               |                                               |                                               |                                                 |                                                 |                                                 |                                                 |                                                 |                                                 |                                          |                                          |                                          |                                          |                |                |                |                |  |  |  |  |  |  |  |  |  |  |
|                                                 |                                                 |                                                 |                                                 |                                                 |                                                 |                                                |                                                |                                                |                                                |                                                |                                                |                                         |                                         |                                             |                                             |                                             |                                             |                                             |                                             |                                                              |                                                              |                                                              |                                                              |                                                              |                                                              |                                                |                                                |                                            |                                            |                                           |                                           |                                           |                                           |                                               |                                               |                                               |                                               |                                               |                                               |                                                 |                                                 |                                                 |                                                 |                                                 |                                                 |                                          |                                          |                                          |                                          |                |                |                |                |  |  |  |  |  |  |  |  |  |  |
|                                                 |                                                 |                                                 |                                                 |                                                 |                                                 |                                                |                                                |                                                |                                                | Bernard III comte d'Armagnac († 1110)          | Bernard III comte d'Armagnac († 1110)          | Bernard III comte d'Armagnac († 1110)   | Bernard III comte d'Armagnac († 1110)   | Bernard III comte d'Armagnac († 1110)       | Bernard III comte d'Armagnac († 1110)       |                                             |                                             |                                             |                                             |                                                              |                                                              |                                                              |                                                              |                                                              |                                                              |                                                |                                                |                                            |                                            | Vézian Ier vicomte de Lomagne († 1137)    | Vézian Ier vicomte de Lomagne († 1137)    | Vézian Ier vicomte de Lomagne († 1137)    | Vézian Ier vicomte de Lomagne († 1137)    | Vézian Ier vicomte de Lomagne († 1137)        | Vézian Ier vicomte de Lomagne († 1137)        |                                               |                                               |                                               |                                               |                                                 |                                                 |                                                 |                                                 |                                                 |                                                 |                                          |                                          |                                          |                                          |                |                |                |                |  |  |  |  |  |  |  |  |  |  |
|                                                 |                                                 |                                                 |                                                 |                                                 |                                                 |                                                |                                                |                                                |                                                | Bernard III comte d'Armagnac († 1110)          | Bernard III comte d'Armagnac († 1110)          | Bernard III comte d'Armagnac († 1110)   | Bernard III comte d'Armagnac († 1110)   | Bernard III comte d'Armagnac († 1110)       | Bernard III comte d'Armagnac († 1110)       |                                             |                                             |                                             |                                             |                                                              |                                                              |                                                              |                                                              |                                                              |                                                              |                                                |                                                |                                            |                                            | Vézian Ier vicomte de Lomagne († 1137)    | Vézian Ier vicomte de Lomagne († 1137)    | Vézian Ier vicomte de Lomagne († 1137)    | Vézian Ier vicomte de Lomagne († 1137)    | Vézian Ier vicomte de Lomagne († 1137)        | Vézian Ier vicomte de Lomagne († 1137)        |                                               |                                               |                                               |                                               |                                                 |                                                 |                                                 |                                                 |                                                 |                                                 |                                          |                                          |                                          |                                          |                |                |                |                |  |  |  |  |  |  |  |  |  |  |
|                                                 |                                                 |                                                 |                                                 |                                                 |                                                 |                                                |                                                |                                                |                                                |                                                |                                                |                                         |                                         |                                             |                                             |                                             |                                             |                                             |                                             |                                                              |                                                              |                                                              |                                                              |                                                              |                                                              |                                                |                                                |                                            |                                            |                                           |                                           |                                           |                                           |                                               |                                               |                                               |                                               |                                               |                                               |                                                 |                                                 |                                                 |                                                 |                                                 |                                                 |                                          |                                          |                                          |                                          |                |                |                |                |  |  |  |  |  |  |  |  |  |  |
|                                                 |                                                 |                                                 |                                                 |                                                 |                                                 |                                                |                                                |                                                |                                                | Géraud III comte d'Armagnac († 1160)           | Géraud III comte d'Armagnac († 1160)           | Géraud III comte d'Armagnac († 1160)    | Géraud III comte d'Armagnac († 1160)    | Géraud III comte d'Armagnac († 1160)        | Géraud III comte d'Armagnac († 1160)        |                                             |                                             |                                             |                                             |                                                              |                                                              |                                                              |                                                              |                                                              |                                                              | Odon IV vicomte de Lomagne († 1178)            | Odon IV vicomte de Lomagne († 1178)            | Odon IV vicomte de Lomagne († 1178)        | Odon IV vicomte de Lomagne († 1178)        | Odon IV vicomte de Lomagne († 1178)       | Odon IV vicomte de Lomagne († 1178)       |                                           |                                           | Arnaud seigneurs de Batx auteur d'une branche | Arnaud seigneurs de Batx auteur d'une branche | Arnaud seigneurs de Batx auteur d'une branche | Arnaud seigneurs de Batx auteur d'une branche | Arnaud seigneurs de Batx auteur d'une branche | Arnaud seigneurs de Batx auteur d'une branche |                                                 |                                                 |                                                 |                                                 |                                                 |                                                 |                                          |                                          |                                          |                                          |                |                |                |                |  |  |  |  |  |  |  |  |  |  |
|                                                 |                                                 |                                                 |                                                 |                                                 |                                                 |                                                |                                                |                                                |                                                | Géraud III comte d'Armagnac († 1160)           | Géraud III comte d'Armagnac († 1160)           | Géraud III comte d'Armagnac († 1160)    | Géraud III comte d'Armagnac († 1160)    | Géraud III comte d'Armagnac († 1160)        | Géraud III comte d'Armagnac († 1160)        |                                             |                                             |                                             |                                             |                                                              |                                                              |                                                              |                                                              |                                                              |                                                              | Odon IV vicomte de Lomagne († 1178)            | Odon IV vicomte de Lomagne († 1178)            | Odon IV vicomte de Lomagne († 1178)        | Odon IV vicomte de Lomagne († 1178)        | Odon IV vicomte de Lomagne († 1178)       | Odon IV vicomte de Lomagne († 1178)       |                                           |                                           | Arnaud seigneurs de Batx auteur d'une branche | Arnaud seigneurs de Batx auteur d'une branche | Arnaud seigneurs de Batx auteur d'une branche | Arnaud seigneurs de Batx auteur d'une branche | Arnaud seigneurs de Batx auteur d'une branche | Arnaud seigneurs de Batx auteur d'une branche |                                                 |                                                 |                                                 |                                                 |                                                 |                                                 |                                          |                                          |                                          |                                          |                |                |                |                |  |  |  |  |  |  |  |  |  |  |
|                                                 |                                                 |                                                 |                                                 |                                                 |                                                 |                                                |                                                |                                                |                                                |                                                |                                                |                                         |                                         |                                             |                                             |                                             |                                             |                                             |                                             |                                                              |                                                              |                                                              |                                                              |                                                              |                                                              |                                                |                                                |                                            |                                            |                                           |                                           |                                           |                                           |                                               |                                               |                                               |                                               |                                               |                                               |                                                 |                                                 |                                                 |                                                 |                                                 |                                                 |                                          |                                          |                                          |                                          |                |                |                |                |  |  |  |  |  |  |  |  |  |  |
|                                                 |                                                 |                                                 |                                                 | Bernard IV comte d'Armagnac († 1193)            | Bernard IV comte d'Armagnac († 1193)            | Bernard IV comte d'Armagnac († 1193)           | Bernard IV comte d'Armagnac († 1193)           | Bernard IV comte d'Armagnac († 1193)           | Bernard IV comte d'Armagnac († 1193)           |                                                |                                                |                                         |                                         | Mascarose                                   | Mascarose                                   | Mascarose                                   | Mascarose                                   | Mascarose                                   | Mascarose                                   |                                                              |                                                              | Odon seigneur de Fimarcon                                    | Odon seigneur de Fimarcon                                    | Odon seigneur de Fimarcon                                    | Odon seigneur de Fimarcon                                    | Odon seigneur de Fimarcon                      | Odon seigneur de Fimarcon                      |                                            |                                            |                                           |                                           |                                           |                                           |                                               |                                               | Vezian II vicomte de Lomagne († 1221)         | Vezian II vicomte de Lomagne († 1221)         | Vezian II vicomte de Lomagne († 1221)         | Vezian II vicomte de Lomagne († 1221)         | Vezian II vicomte de Lomagne († 1221)           | Vezian II vicomte de Lomagne († 1221)           |                                                 |                                                 |                                                 |                                                 |                                          |                                          |                                          |                                          |                |                |                |                |  |  |  |  |  |  |  |  |  |  |
|                                                 |                                                 |                                                 |                                                 | Bernard IV comte d'Armagnac († 1193)            | Bernard IV comte d'Armagnac († 1193)            | Bernard IV comte d'Armagnac († 1193)           | Bernard IV comte d'Armagnac († 1193)           | Bernard IV comte d'Armagnac († 1193)           | Bernard IV comte d'Armagnac († 1193)           |                                                |                                                |                                         |                                         | Mascarose                                   | Mascarose                                   | Mascarose                                   | Mascarose                                   | Mascarose                                   | Mascarose                                   |                                                              |                                                              | Odon seigneur de Fimarcon                                    | Odon seigneur de Fimarcon                                    | Odon seigneur de Fimarcon                                    | Odon seigneur de Fimarcon                                    | Odon seigneur de Fimarcon                      | Odon seigneur de Fimarcon                      |                                            |                                            |                                           |                                           |                                           |                                           |                                               |                                               | Vezian II vicomte de Lomagne († 1221)         | Vezian II vicomte de Lomagne († 1221)         | Vezian II vicomte de Lomagne († 1221)         | Vezian II vicomte de Lomagne († 1221)         | Vezian II vicomte de Lomagne († 1221)           | Vezian II vicomte de Lomagne († 1221)           |                                                 |                                                 |                                                 |                                                 |                                          |                                          |                                          |                                          |                |                |                |                |  |  |  |  |  |  |  |  |  |  |
|                                                 |                                                 |                                                 |                                                 |                                                 |                                                 |                                                |                                                |                                                |                                                |                                                |                                                |                                         |                                         |                                             |                                             |                                             |                                             |                                             |                                             |                                                              |                                                              |                                                              |                                                              |                                                              |                                                              |                                                |                                                |                                            |                                            |                                           |                                           |                                           |                                           |                                               |                                               |                                               |                                               |                                               |                                               |                                                 |                                                 |                                                 |                                                 |                                                 |                                                 |                                          |                                          |                                          |                                          |                |                |                |                |  |  |  |  |  |  |  |  |  |  |
|                                                 |                                                 |                                                 |                                                 |                                                 |                                                 |                                                |                                                |                                                |                                                |                                                |                                                |                                         |                                         |                                             |                                             |                                             |                                             |                                             |                                             |                                                              |                                                              |                                                              |                                                              |                                                              |                                                              |                                                |                                                |                                            |                                            |                                           |                                           |                                           |                                           |                                               |                                               |                                               |                                               |                                               |                                               |                                                 |                                                 |                                                 |                                                 |                                                 |                                                 |                                          |                                          |                                          |                                          |                |                |                |                |  |  |  |  |  |  |  |  |  |  |
|                                                 |                                                 |                                                 |                                                 | Géraud IV comte d'Armagnac († 1215)             | Géraud IV comte d'Armagnac († 1215)             | Géraud IV comte d'Armagnac († 1215)            | Géraud IV comte d'Armagnac († 1215)            | Géraud IV comte d'Armagnac († 1215)            | Géraud IV comte d'Armagnac († 1215)            |                                                |                                                |                                         |                                         | Bernard Ier vicomte de Fézensaguet († 1202) | Bernard Ier vicomte de Fézensaguet († 1202) | Bernard Ier vicomte de Fézensaguet († 1202) | Bernard Ier vicomte de Fézensaguet († 1202) | Bernard Ier vicomte de Fézensaguet († 1202) | Bernard Ier vicomte de Fézensaguet († 1202) |                                                              |                                                              | Odon seigneur de Fimarcon auteur d'une branche               | Odon seigneur de Fimarcon auteur d'une branche               | Odon seigneur de Fimarcon auteur d'une branche               | Odon seigneur de Fimarcon auteur d'une branche               | Odon seigneur de Fimarcon auteur d'une branche | Odon seigneur de Fimarcon auteur d'une branche |                                            |                                            |                                           |                                           |                                           |                                           |                                               |                                               |                                               |                                               |                                               |                                               |                                                 |                                                 |                                                 |                                                 |                                                 |                                                 |                                          |                                          |                                          |                                          |                |                |                |                |  |  |  |  |  |  |  |  |  |  |
|                                                 |                                                 |                                                 |                                                 | Géraud IV comte d'Armagnac († 1215)             | Géraud IV comte d'Armagnac († 1215)             | Géraud IV comte d'Armagnac († 1215)            | Géraud IV comte d'Armagnac († 1215)            | Géraud IV comte d'Armagnac († 1215)            | Géraud IV comte d'Armagnac († 1215)            |                                                |                                                |                                         |                                         | Bernard Ier vicomte de Fézensaguet († 1202) | Bernard Ier vicomte de Fézensaguet († 1202) | Bernard Ier vicomte de Fézensaguet († 1202) | Bernard Ier vicomte de Fézensaguet († 1202) | Bernard Ier vicomte de Fézensaguet († 1202) | Bernard Ier vicomte de Fézensaguet († 1202) |                                                              |                                                              | Odon seigneur de Fimarcon auteur d'une branche               | Odon seigneur de Fimarcon auteur d'une branche               | Odon seigneur de Fimarcon auteur d'une branche               | Odon seigneur de Fimarcon auteur d'une branche               | Odon seigneur de Fimarcon auteur d'une branche | Odon seigneur de Fimarcon auteur d'une branche |                                            |                                            |                                           |                                           |                                           |                                           |                                               |                                               |                                               |                                               |                                               |                                               |                                                 |                                                 |                                                 |                                                 |                                                 |                                                 |                                          |                                          |                                          |                                          |                |                |                |                |  |  |  |  |  |  |  |  |  |  |
|                                                 |                                                 |                                                 |                                                 |                                                 |                                                 |                                                |                                                |                                                |                                                |                                                |                                                |                                         |                                         |                                             |                                             |                                             |                                             |                                             |                                             |                                                              |                                                              |                                                              |                                                              |                                                              |                                                              |                                                |                                                |                                            |                                            |                                           |                                           |                                           |                                           |                                               |                                               |                                               |                                               |                                               |                                               |                                                 |                                                 |                                                 |                                                 |                                                 |                                                 |                                          |                                          |                                          |                                          |                |                |                |                |  |  |  |  |  |  |  |  |  |  |
| Roger vicomte de Fézensaguet                    | Roger vicomte de Fézensaguet                    | Roger vicomte de Fézensaguet                    | Roger vicomte de Fézensaguet                    | Roger vicomte de Fézensaguet                    | Roger vicomte de Fézensaguet                    |                                                |                                                |                                                |                                                |                                                |                                                |                                         |                                         |                                             |                                             |                                             |                                             |                                             |                                             | Géraud V comte d'Armagnac († 1219)                           | Géraud V comte d'Armagnac († 1219)                           | Géraud V comte d'Armagnac († 1219)                           | Géraud V comte d'Armagnac († 1219)                           | Géraud V comte d'Armagnac († 1219)                           | Géraud V comte d'Armagnac († 1219)                           |                                                |                                                |                                            |                                            |                                           |                                           | Odon V vicomte de Lomagne († 1240)        | Odon V vicomte de Lomagne († 1240)        | Odon V vicomte de Lomagne († 1240)            | Odon V vicomte de Lomagne († 1240)            | Odon V vicomte de Lomagne († 1240)            | Odon V vicomte de Lomagne († 1240)            |                                               |                                               | Ispan auteur d'une branche (seigneurs de Gimat) | Ispan auteur d'une branche (seigneurs de Gimat) | Ispan auteur d'une branche (seigneurs de Gimat) | Ispan auteur d'une branche (seigneurs de Gimat) | Ispan auteur d'une branche (seigneurs de Gimat) | Ispan auteur d'une branche (seigneurs de Gimat) |                                          |                                          |                                          |                                          |                |                |                |                |  |  |  |  |  |  |  |  |  |  |
| Roger vicomte de Fézensaguet                    | Roger vicomte de Fézensaguet                    | Roger vicomte de Fézensaguet                    | Roger vicomte de Fézensaguet                    | Roger vicomte de Fézensaguet                    | Roger vicomte de Fézensaguet                    |                                                |                                                |                                                |                                                |                                                |                                                |                                         |                                         |                                             |                                             |                                             |                                             |                                             |                                             | Géraud V comte d'Armagnac († 1219)                           | Géraud V comte d'Armagnac († 1219)                           | Géraud V comte d'Armagnac († 1219)                           | Géraud V comte d'Armagnac († 1219)                           | Géraud V comte d'Armagnac († 1219)                           | Géraud V comte d'Armagnac († 1219)                           |                                                |                                                |                                            |                                            |                                           |                                           | Odon V vicomte de Lomagne († 1240)        | Odon V vicomte de Lomagne († 1240)        | Odon V vicomte de Lomagne († 1240)            | Odon V vicomte de Lomagne († 1240)            | Odon V vicomte de Lomagne († 1240)            | Odon V vicomte de Lomagne († 1240)            |                                               |                                               | Ispan auteur d'une branche (seigneurs de Gimat) | Ispan auteur d'une branche (seigneurs de Gimat) | Ispan auteur d'une branche (seigneurs de Gimat) | Ispan auteur d'une branche (seigneurs de Gimat) | Ispan auteur d'une branche (seigneurs de Gimat) | Ispan auteur d'une branche (seigneurs de Gimat) |                                          |                                          |                                          |                                          |                |                |                |                |  |  |  |  |  |  |  |  |  |  |
|                                                 |                                                 |                                                 |                                                 |                                                 |                                                 |                                                |                                                |                                                |                                                |                                                |                                                |                                         |                                         |                                             |                                             |                                             |                                             |                                             |                                             |                                                              |                                                              |                                                              |                                                              |                                                              |                                                              |                                                |                                                |                                            |                                            |                                           |                                           |                                           |                                           |                                               |                                               |                                               |                                               |                                               |                                               |                                                 |                                                 |                                                 |                                                 |                                                 |                                                 |                                          |                                          |                                          |                                          |                |                |                |                |  |  |  |  |  |  |  |  |  |  |
| Géraud VI comte d'Armagnac († 1285)             | Géraud VI comte d'Armagnac († 1285)             | Géraud VI comte d'Armagnac († 1285)             | Géraud VI comte d'Armagnac († 1285)             | Géraud VI comte d'Armagnac († 1285)             | Géraud VI comte d'Armagnac († 1285)             |                                                |                                                | Pierre Gérard comte d'Armagnac († 1241)        | Pierre Gérard comte d'Armagnac († 1241)        | Pierre Gérard comte d'Armagnac († 1241)        | Pierre Gérard comte d'Armagnac († 1241)        | Pierre Gérard comte d'Armagnac († 1241) | Pierre Gérard comte d'Armagnac († 1241) |                                             |                                             | Bernard V comte d'Armagnac († 1243)         | Bernard V comte d'Armagnac († 1243)         | Bernard V comte d'Armagnac († 1243)         | Bernard V comte d'Armagnac († 1243)         | Bernard V comte d'Armagnac († 1243)                          | Bernard V comte d'Armagnac († 1243)                          |                                                              |                                                              | Mascarose Ire comtesse d'Armagnac († 1255)                   | Mascarose Ire comtesse d'Armagnac († 1255)                   | Mascarose Ire comtesse d'Armagnac († 1255)     | Mascarose Ire comtesse d'Armagnac († 1255)     | Mascarose Ire comtesse d'Armagnac († 1255) | Mascarose Ire comtesse d'Armagnac († 1255) |                                           |                                           | Arnaud Odon comte d'Armagnac († 1265)     | Arnaud Odon comte d'Armagnac († 1265)     | Arnaud Odon comte d'Armagnac († 1265)         | Arnaud Odon comte d'Armagnac († 1265)         | Arnaud Odon comte d'Armagnac († 1265)         | Arnaud Odon comte d'Armagnac († 1265)         |                                               |                                               | Escaronne de Lomagne                            | Escaronne de Lomagne                            | Escaronne de Lomagne                            | Escaronne de Lomagne                            | Escaronne de Lomagne                            | Escaronne de Lomagne                            |                                          |                                          | Marie d'Anduze                           | Marie d'Anduze                           | Marie d'Anduze | Marie d'Anduze | Marie d'Anduze | Marie d'Anduze |  |  |  |  |  |  |  |  |  |  |
| Géraud VI comte d'Armagnac († 1285)             | Géraud VI comte d'Armagnac († 1285)             | Géraud VI comte d'Armagnac († 1285)             | Géraud VI comte d'Armagnac († 1285)             | Géraud VI comte d'Armagnac († 1285)             | Géraud VI comte d'Armagnac († 1285)             |                                                |                                                | Pierre Gérard comte d'Armagnac († 1241)        | Pierre Gérard comte d'Armagnac († 1241)        | Pierre Gérard comte d'Armagnac († 1241)        | Pierre Gérard comte d'Armagnac († 1241)        | Pierre Gérard comte d'Armagnac († 1241) | Pierre Gérard comte d'Armagnac († 1241) |                                             |                                             | Bernard V comte d'Armagnac († 1243)         | Bernard V comte d'Armagnac († 1243)         | Bernard V comte d'Armagnac († 1243)         | Bernard V comte d'Armagnac († 1243)         | Bernard V comte d'Armagnac († 1243)                          | Bernard V comte d'Armagnac († 1243)                          |                                                              |                                                              | Mascarose Ire comtesse d'Armagnac († 1255)                   | Mascarose Ire comtesse d'Armagnac († 1255)                   | Mascarose Ire comtesse d'Armagnac († 1255)     | Mascarose Ire comtesse d'Armagnac († 1255)     | Mascarose Ire comtesse d'Armagnac († 1255) | Mascarose Ire comtesse d'Armagnac († 1255) |                                           |                                           | Arnaud Odon comte d'Armagnac († 1265)     | Arnaud Odon comte d'Armagnac († 1265)     | Arnaud Odon comte d'Armagnac († 1265)         | Arnaud Odon comte d'Armagnac († 1265)         | Arnaud Odon comte d'Armagnac († 1265)         | Arnaud Odon comte d'Armagnac († 1265)         |                                               |                                               | Escaronne de Lomagne                            | Escaronne de Lomagne                            | Escaronne de Lomagne                            | Escaronne de Lomagne                            | Escaronne de Lomagne                            | Escaronne de Lomagne                            |                                          |                                          | Marie d'Anduze                           | Marie d'Anduze                           | Marie d'Anduze | Marie d'Anduze | Marie d'Anduze | Marie d'Anduze |  |  |  |  |  |  |  |  |  |  |
|                                                 |                                                 |                                                 |                                                 |                                                 |                                                 |                                                |                                                |                                                |                                                |                                                |                                                |                                         |                                         |                                             |                                             |                                             |                                             |                                             |                                             |                                                              |                                                              |                                                              |                                                              |                                                              |                                                              |                                                |                                                |                                            |                                            |                                           |                                           |                                           |                                           |                                               |                                               |                                               |                                               |                                               |                                               |                                                 |                                                 |                                                 |                                                 |                                                 |                                                 |                                          |                                          |                                          |                                          |                |                |                |                |  |  |  |  |  |  |  |  |  |  |
|                                                 |                                                 |                                                 |                                                 |                                                 |                                                 |                                                |                                                |                                                |                                                |                                                |                                                |                                         |                                         |                                             |                                             |                                             |                                             |                                             |                                             |                                                              |                                                              |                                                              |                                                              |                                                              |                                                              |                                                |                                                |                                            |                                            |                                           |                                           |                                           |                                           |                                               |                                               |                                               |                                               |                                               |                                               |                                                 |                                                 |                                                 |                                                 |                                                 |                                                 |                                          |                                          |                                          |                                          |                |                |                |                |  |  |  |  |  |  |  |  |  |  |
|                                                 |                                                 |                                                 |                                                 |                                                 |                                                 |                                                |                                                |                                                |                                                |                                                |                                                |                                         |                                         |                                             |                                             |                                             |                                             |                                             |                                             |                                                              |                                                              |                                                              |                                                              |                                                              |                                                              |                                                |                                                |                                            |                                            |                                           |                                           |                                           |                                           |                                               |                                               |                                               |                                               |                                               |                                               |                                                 |                                                 |                                                 |                                                 |                                                 |                                                 |                                          |                                          |                                          |                                          |                |                |                |                |  |  |  |  |  |  |  |  |  |  |
| Maison d'Armagnac                               | Maison d'Armagnac                               | Maison d'Armagnac                               | Maison d'Armagnac                               | Maison d'Armagnac                               | Maison d'Armagnac                               |                                                |                                                |                                                |                                                |                                                |                                                |                                         |                                         |                                             |                                             |                                             |                                             |                                             |                                             | Eskivat de Chabanais comte d'Armagnac et de Bigorre († 1283) | Eskivat de Chabanais comte d'Armagnac et de Bigorre († 1283) | Eskivat de Chabanais comte d'Armagnac et de Bigorre († 1283) | Eskivat de Chabanais comte d'Armagnac et de Bigorre († 1283) | Eskivat de Chabanais comte d'Armagnac et de Bigorre († 1283) | Eskivat de Chabanais comte d'Armagnac et de Bigorre († 1283) |                                                |                                                | Mascarose II comtesse d'Armagnac († 1256)  | Mascarose II comtesse d'Armagnac († 1256)  | Mascarose II comtesse d'Armagnac († 1256) | Mascarose II comtesse d'Armagnac († 1256) | Mascarose II comtesse d'Armagnac († 1256) | Mascarose II comtesse d'Armagnac († 1256) |                                               |                                               | Vezian III vicomte de Lomagne († 1280)        | Vezian III vicomte de Lomagne († 1280)        | Vezian III vicomte de Lomagne († 1280)        | Vezian III vicomte de Lomagne († 1280)        | Vezian III vicomte de Lomagne († 1280)          | Vezian III vicomte de Lomagne († 1280)          |                                                 |                                                 | Philippa ép. Hélie VII comte de Périgord        | Philippa ép. Hélie VII comte de Périgord        | Philippa ép. Hélie VII comte de Périgord | Philippa ép. Hélie VII comte de Périgord | Philippa ép. Hélie VII comte de Périgord | Philippa ép. Hélie VII comte de Périgord |                |                |                |                |  |  |  |  |  |  |  |  |  |  |
| Maison d'Armagnac                               | Maison d'Armagnac                               | Maison d'Armagnac                               | Maison d'Armagnac                               | Maison d'Armagnac                               | Maison d'Armagnac                               |                                                |                                                |                                                |                                                |                                                |                                                |                                         |                                         |                                             |                                             |                                             |                                             |                                             |                                             | Eskivat de Chabanais comte d'Armagnac et de Bigorre († 1283) | Eskivat de Chabanais comte d'Armagnac et de Bigorre († 1283) | Eskivat de Chabanais comte d'Armagnac et de Bigorre († 1283) | Eskivat de Chabanais comte d'Armagnac et de Bigorre († 1283) | Eskivat de Chabanais comte d'Armagnac et de Bigorre († 1283) | Eskivat de Chabanais comte d'Armagnac et de Bigorre († 1283) |                                                |                                                | Mascarose II comtesse d'Armagnac († 1256)  | Mascarose II comtesse d'Armagnac († 1256)  | Mascarose II comtesse d'Armagnac († 1256) | Mascarose II comtesse d'Armagnac († 1256) | Mascarose II comtesse d'Armagnac († 1256) | Mascarose II comtesse d'Armagnac († 1256) |                                               |                                               | Vezian III vicomte de Lomagne († 1280)        | Vezian III vicomte de Lomagne († 1280)        | Vezian III vicomte de Lomagne († 1280)        | Vezian III vicomte de Lomagne († 1280)        | Vezian III vicomte de Lomagne († 1280)          | Vezian III vicomte de Lomagne († 1280)          |                                                 |                                                 | Philippa ép. Hélie VII comte de Périgord        | Philippa ép. Hélie VII comte de Périgord        | Philippa ép. Hélie VII comte de Périgord | Philippa ép. Hélie VII comte de Périgord | Philippa ép. Hélie VII comte de Périgord | Philippa ép. Hélie VII comte de Périgord |                |                |                |                |  |  |  |  |  |  |  |  |  |  |

## Branches cadettes
Outre la branche aînée, éteinte en 1280, la famille compte plusieurs branches cadettes :
- les seigneurs de Batx, ou Batz, issue d'Arnaud, seigneur de Batx, fils de Vezian Ier, éteinte à la fin du XVIe siècle,
- la branche des comtes d'Armagnac, issus de Bernard de Fézensaguet, fils aîné d'Odon, seigneur de Fimarcon, lui-même fils d'Odon IV. Cette branche devient la seconde Maison d'Armagnac,
- la branche des seigneurs de Fimarcon, issu d'Odon, seigneur de Fimarcon et fils cadet d'Odon, seigneur de Fimarcon, lui-même fils d'Odon IV de Lomagne, éteinte au XVIe siècle. Escaronne de Lomagne, seconde épouse d'Arnaud Odon (fils d'Odon V et arrière-petit-fils d'Odon IV), vicomte de Lomagne et comte d'Armagnac, est une arrière-petite-fille de ce deuxième Odon de Fimarcon. 
  - Les Fimarcon ont aussi hérité des baronnie de Terride (autour de Cologne) et vicomté de Gimois, Odet III de Lomagne-Fimarcon (v. 1435-1503) ayant épousé en secondes noces en 1496 Marie de Terride (née en 1445-† ap. 1505 ; sans postérité), et surtout sa mère étant Mathe-Rogère de Comminges-Couserans, fille du vicomte Jean-Roger et de Marie de Terride et Gimois (fille héritière de Bertrand de Terride et Gimois).
- la branche des seigneurs de Gimat, issue d'Ispan, fils de Vezian II.